# Eiichi Uemura
Eiichi Uemura (født 1. december 1975) er en tidligere japansk fodboldspiller.
Han har spillet for flere forskellige klubber i sin karriere, herunder Ventforet Kofu.